# Вичинато (Пезаро и Урбино)
Вичинато (итал. Vicinato) је насеље у Италији у округу Пезаро и Урбино, региону Марке.
Према процени из 2011. у насељу је живело 71 становника. Насеље се налази на надморској висини од 78 м.